# 国鉄T10形コンテナ
国鉄T10形コンテナ（こくてつT10がたコンテナ）は、日本国有鉄道（国鉄）が1964年（昭和39年）から1968年（昭和43年）にかけて製造した、鉄道輸送用一種規格（約11 ft）タンクコンテナである。

## 概要
1964年（昭和39年）に国鉄初のタンクコンテナとして東急車輛製造、富士重工業にてそれぞれ1個ずつ計2個が製作された。落成時の形式名は400形式であったが1966年（昭和41年）6月の称号改正によりT10形に変更した。その後量産型として1966年（昭和41年）に10個、1967年（昭和42年）に12個が富士重工業にて製作された。1987年（昭和62年）4月の国鉄分割民営化時には9個がJR貨物に承継されたが1996年（平成8年）度に形式消滅した。

## 保存コンテナ
T10 4がJR貨物で廃棄後鉄道博物館にて保存展示されている。